# 20000 leghe nello spazio
20000 leghe nello spazio (Space Strikers) è una serie televisiva a cartoni animati, basata sulla storia del Capitano Nemo. La proprietà della serie è passata alla Disney nel 2001, quando la Disney ha acquisito Fox Kids Worldwide, che include anche Saban Entertainment.

## Doppiatori
- Capitano Nemo - Marco Balzarotti
- Master Phantom - Diego Sabre
- Victory - Veronica Pivetti
- Padre di Victory - Maurizio Scattorin
- Madre di Victory - Patrizia Scianca
- Metallic - Giovanni Battezzato
- Diana - Patrizia Scianca
- Ned Land - Gianfranco Gamba

## Episodi
1. Liberté liberté chérie
2. À malin, malin et demi
3. Une arme redoutable
4. Transfert d'énergie
5. Un poisson hors de l'eau
6. La Capture de Victoire
7. Le Dragon vert
8. La Force du loup
9. La Pierre noire
10. Jeux guerriers
11. Contre attaque
12. Des guerriers et des clowns
13. Le Procès
14. La Dernière Bataille
15. Un vieil ami
16. Les Chasseurs de prime
17. L'Invasion de Solara
18. Le Cristal bleu
19. Le Cadeau de Victoire
20. Le Radar surpuissant
21. La Planète Edenis
22. Le Pouvoir de la pierre
23. Destination Joncar
24. L'Appel des loups
25. Mission humanitaire
26. Un étrange marché